# 斯拉夫内 (尼古拉耶夫州)
47°34′55″N 31°55′49″E / 47.58194°N 31.93028°E
斯拉夫内（烏克蘭語：Славне），2024年9月前名为烏拉尔斯凯（烏克蘭語：Уральське），是烏克蘭南部尼古拉耶夫州沃兹涅先斯克区葉拉涅茨市鎮的村落。始建於1921年，面積0.48平方公里，海拔高度102米，2001年人口300，人口密度每平方公里631.6人。
2024年9月19日，乌克兰最高拉达将此村的名字改为斯拉夫内。